# 斯坦尼斯拉夫·科拉日
斯坦尼斯拉夫·科拉日（1912年3月31日—2003年5月6日），已退役捷克斯洛伐克男子乒乓球运动员。他曾在世界乒乓球锦标赛上获得2枚金牌、8枚银牌和6枚铜牌。